# Monasterio de Santa María de Aneu
El monasterio de Santa María de Aneu, se encuentra en el municipio de La Guingueta en la comarca catalana del Pallars Sobirá (España).

## Historia
Aparece documentado en el año 839 en el acta de la consagración de la catedral de Urgel. Se cree que su origen fue un monasterio visigótico dedicado a santa Deodata. Hasta finales del siglo X estaba dedicado a san Pedro. 
En el 1064, el conde de Pallars cedió el cenobio, junto con el de San Pedro de Burgall y el de Sant Pere de les Maleses al conde Ramón IV del condado de Pallars Jussá. A cambio le fue entregado el monasterio de Santa María de Lavaix así como otras posesiones.
En el siglo XI se construyó el monasterio benedictino que en 1216 pasó a ser canónica de la orden de los agustinianos. Fue decayendo poco a poco con el paso de los años, llegando en 1723 a tener solo un prior, un subprior y un hermano lego, hasta su extinción como convento. Pasó a formar parte del decanato de Aneu y se convirtió en un centro de peregrinación de toda la región. Durante la guerra civil española del año 1936 fue quemada la talla de Santa María con el Niño del siglo XIII; se sustituyó por una reproducción. 
Funciona como santuario dedicado a la Mare de Déu d'Àneu

## El edificio
Datada su construcción de la primera mitad del siglo XI. Consta de planta de tres naves con ábside central (el único que se conserva) y dos absidiolas laterales con bóvedas de arista. Se puede ver la decoración lombarda de arquillos y lesenas en el ábside central. Tiene un pequeño campanario con espadaña. La fachada fue reformada por completo en el siglo XX.
Destacan las pinturas murales que decoraban la zona del presbiterio. El tema central se encuentra muy deteriorado y estaba dedicado a la Epifanía y a la Adoración de los Reyes Magos. Se han conservado en muy buen estado una serie de serafines con alas llenas de ojos (que simbolizaban la vigilancia). Están rodeados por letras del Sanctus que aparecen tres veces repetidas y una representación de las visiones de Isaías y Ezequiel. Son pinturas con abundante policromía atribuidas al Maestro de Pedret aunque pueden ser posteriores. Las pinturas pueden verse en el Museo Nacional de Arte de Cataluña.